# Eerste klasse 1957-58 (voetbal België)
Het seizoen 1957/58 van de Belgische Eerste Klasse ging van start in de zomer van 1957 en eindigde in de lente van 1958. De competitie telde 16 clubs. R. Standard Club Liégeois werd landskampioen. Het was de eerste landstitel voor de club.

## Gepromoveerde teams
Deze teams waren gepromoveerd uit de Tweede Klasse voor de start van het seizoen:
- Waterschei SV Thor (kampioen in Tweede)
- Sint-Truidense VV (tweede in Tweede)

## Degraderende teams
Deze teams degradeerden naar Tweede Klasse op het eind van het seizoen:
- KRC Mechelen
- Daring Club de Bruxelles

## Titelstrijd
R. Standard Club Liégeois eindigde met evenveel punten als R. Antwerp FC. Maar Antwerp had 5 matchen verloren en Standard slechts 4 en werd daarom kampioen. Antwerp was wel de meest scorende ploeg en won het meeste wedstrijden.

## Europese strijd
Standard was als landskampioen geplaatst voor de Europacup I van het volgende seizoen. De Beker van België werd in deze periode niet gespeeld, dus geen enkele Belgische club plaatste zich voor de Europacup II.

## Degradatiestrijd
KRC Mechelen en Daring Club de Bruxelles eindigden onderaan het klassement en degradeerden. Tilleur FC had slechts één punt meer dan Daring en ontsnapte zo nipt aan de degradatie.

## Eindstand
|   |    |                             | P  | W  | G  | V  | +  | -  | DS  | Ptn |
| - | -- | --------------------------- | -- | -- | -- | -- | -- | -- | --- | --- |
| K | 1  | R. Standard Club Liégeois   | 30 | 18 | 8  | 4  | 55 | 21 | 34  | 44  |
|   | 2  | R. Antwerp FC               | 30 | 19 | 6  | 5  | 77 | 35 | 42  | 44  |
|   | 3  | ARA La Gantoise             | 30 | 17 | 7  | 6  | 66 | 37 | 29  | 41  |
|   | 4  | R. Beerschot AC             | 30 | 15 | 9  | 6  | 70 | 46 | 24  | 39  |
|   | 5  | RSC Anderlechtois           | 30 | 12 | 13 | 5  | 50 | 33 | 17  | 37  |
|   | 6  | Union Royale Saint-Gilloise | 30 | 14 | 8  | 8  | 61 | 44 | 17  | 36  |
|   | 7  | RCS Verviétois              | 30 | 10 | 12 | 8  | 33 | 29 | 4   | 32  |
|   | 8  | K. Lierse SK                | 30 | 10 | 9  | 11 | 41 | 43 | -2  | 29  |
|   | 9  | RFC Liégeois                | 30 | 8  | 11 | 11 | 48 | 48 | 0   | 27  |
|   | 10 | K. Waterschei SV Thor       | 30 | 9  | 8  | 13 | 48 | 52 | -4  | 26  |
|   | 11 | R. OC de Charleroi          | 30 | 9  | 8  | 13 | 39 | 54 | -15 | 26  |
|   | 12 | K. Sint-Truidense VV        | 30 | 7  | 10 | 13 | 41 | 64 | -23 | 24  |
|   | 13 | R. Berchem Sport            | 30 | 8  | 8  | 14 | 38 | 52 | -14 | 24  |
|   | 14 | R. Tilleur FC               | 30 | 5  | 8  | 17 | 39 | 72 | -33 | 18  |
| D | 15 | Daring Club de Bruxelles    | 30 | 6  | 5  | 19 | 40 | 74 | -34 | 17  |
| D | 16 | KRC Mechelen                | 30 | 4  | 8  | 18 | 30 | 72 | -42 | 16  |

P: wedstrijden gespeeld, W: wedstrijden gewonnen, G: gelijke spelen, V: wedstrijden verloren, +: gescoorde doelpunten, -: doelpunten tegen, DS: doelsaldo, Ptn: totaal punten
K: kampioen, D: degradeert

## Topschutter
Jef Van Gool van Antwerp FC en Jef Vliers van Beerschot AC werden gedeeld topschutter met 25 doelpunten.
1895/96 · 1896/97 · 1897/98 · 1898/99 · 1899/00 · 1900/01 · 1901/02 · 1902/03 · 1903/04 · 1904/05 · 1905/06 · 1906/07 · 1907/08 · 1908/09 · 1909/10 · 1910/11 · 1911/12 · 1912/13 · 1913/14 · 1914/15 · 1915/16 · 1916/17 · 1917/18 · 1918/19 · 
1919/20 · 1920/21 · 1921/22 · 1922/23 · 1923/24 · 1924/25 · 1925/26 · 1926/27 · 1927/28 · 1928/29 · 1929/30 · 1930/31 · 1931/32 · 1932/33 · 1933/34 · 1934/35 · 1935/36 · 1936/37 · 1937/38 · 1938/39 · 1939/40 · 1940/41 · 1941/42 · 1942/43 · 1943/44 · 1944/45 · 1945/46 · 1946/47 · 1947/48 · 1948/49 · 1949/50 · 1950/51 · 1951/52 · 1952/53 · 1953/54 · 1954/55 · 1955/56 · 1956/57 · 1957/58 · 1958/59 · 1959/60 · 1960/61 · 1961/62 · 1962/63 · 1963/64 · 1964/65 · 1965/66 · 1966/67 · 1967/68 · 1968/69 · 1969/70 · 1970/71 · 1971/72 · 1972/73 · 1973/74 · 1974/75 · 1975/76 · 1976/77 · 1977/78 · 1978/79 · 1979/80 · 1980/81 · 1981/82 · 1982/83 · 1983/84 · 1984/85 · 1985/86 · 1986/87 · 1987/88 · 1988/89 · 1989/90 · 1990/91 · 1991/92 · 1992/93 · 1993/94 · 1994/95 · 1995/96 · 1996/97 · 1997/98 · 1998/99 · 1999/00 · 2000/01 · 2001/02 · 2002/03 · 2003/04 · 2004/05 · 2005/06 · 2006/07 · 2007/08 · 2008/09 · 2009/10 · 2010/11 · 2011/12 · 2012/13 · 2013/14 · 2014/15 · 2015/16 · 2016/17 · 2017/18 · 2018/19 · 2019/20 · 2020/21· 2021/22 · 2022/23 · 2023/24 · 2024/25